# 703 Noëmi
703 Noëmi este un asteroid din centura principală, descoperit pe 3 octombrie 1910, de Johann Palisa.